# La Riba de Escalote
La Riba de Escalote è un comune spagnolo di 24 abitanti situato nella comunità autonoma di Castiglia e León.